# Plagiostomum cuticulatum
Plagiostomum cuticulatum är en plattmaskart som beskrevs av Brandtner 1934. Plagiostomum cuticulatum ingår i släktet Plagiostomum, och familjen Plagiostomidae. Arten är reproducerande i Sverige.